# Куватай
Куватай (Kuwaataay, Kwatay) — язык, который принадлежит группе диола, на котором говорит народ куватай, проживающий в городе Дакар; в прибрежных деревнях к югу от устья реки Касаманче; в населённых пунктах Букот-Диола, Буюйе, Ньикине города Дьемберинг департамента Уссуйе области Зигиншор в Сенегале. Кроме родного, население также может использовать языки джола-каса, джола-фоньи или волоф.